# Jiří Havránek (politik)
Jiří Havránek (* 23. prosince 1992) je český politik, živnostník a vysokoškolský učitel, od roku 2021 poslanec Poslanecké sněmovny PČR, od roku 2018 zastupitel obce Bratčice na Kutnohorsku, člen ODS.

## Život
Po gymnáziu v Čáslavi vystudoval Národohospodářskou fakultu Vysoké školy ekonomické v Praze (získal titul Ing.), kde následně působil jako doktorand. Později začal externě spolupracovat s Academií Rerum Civilium – Vysokou školou politických a společenských věd v Kutné Hoře.
Již během studií se věnoval personalistice a náboru zaměstnanců, v roce 2017 začal podnikat v marketingu a poradenství. Pracoval též s poslanci ODS na analýzách a tvorbě pozměňovacích návrhů v oblasti legislativy. Je členem Spolku pro obnovu venkova, věnuje se regionálnímu rozvoji, rychlému internetu, snižování daní a omezení byrokracie.
Jiří Havránek žije v obci Bratčice na Kutnohorsku. Je ženatý, s manželkou Lenkou mají dceru Amálii.

## Politické působení
V komunálních volbách v roce 2018 byl za ODS zvolen zastupitelem obce Bratčice.
V krajských volbách v letech 2016 a 2020 kandidoval za ODS do Zastupitelstva Středočeského kraje, ale ani jednou neuspěl.
Ve volbách do Poslanecké sněmovny PČR v roce 2021 kandidoval z pozice člena ODS na 6. místě kandidátky koalice SPOLU (tj. ODS, KDU-ČSL a TOP 09) ve Středočeském kraji. Získal 7 423 preferenčních hlasů a stal se poslancem.
V komunálních volbách v roce 2022 kandidoval do zastupitelstva obce Bratčice jako lídr kandidátky ODS. Mandát zastupitele obce se mu podařilo obhájit.
Ve sněmovních volbách v roce 2025 kandiduje z 5. místa kandidátní listiny koalice SPOLU ve Středočeském kraji.